# Городилів
Городилів — село в Україні, у Золочівській міській громаді Золочівському районі Львівської області. Населення — 362 осіб. До 2020 року орган місцевого самоврядування — Єлиховицька сільська рада.

## Назва
Назва населеного пункту місцеві мешканці здебільшого пов'язують з давнім городищем, що знаходилося на стику землеволодінь  Городилова, Сасова та Жулич. Не відкидаючи можливого впливу цього факту на назву поселення, дослідних давньої історії Надбужанського краю Андрій Квасецький зауважує, що топонім з суфіксом –ів (–ов) вказує на присвійний характер назви, яка найчастіше походить від імені чи прізвища засновників чи власників поселення. У цьому випадку таким ім’ям могло бути «Городило», що засвідчене в історичних джерелах і словниках. Воно утворене семантичним способом від слова «город» (місто) або ж «городище». Тобто, давній мешканець Городило міг бути вихідцем з якогось города (града) чи з сусіднього городища, або ж був засновником (будівничим) огородженої і укріпленої садиби на місці сучасного Городилова.

## Історія
В історичних актах XV століття згадується переважно як «Hrodylov», хоча трапляються також варіанти «Hrodilov», «Hredylov». Але вже у 1532 році фіксується назва «Horodiŀov», а з 1649 року — «Horodylov».
Після насильницького відторгнення Олеської землі від Волині Великого князівства Литовського) і приєднання її до Польського королівства у 1432 році Городилів, як і переважна більшість сіл Олеського ключа, був переданий у користування, а згодом у «довічну власність» Янові Сененському, який почав іменуватися «Олеським». 

### Перша письмова згадка
На першу письмову згадку про Городилів претендує судовий запис від 31 січня 1449 року, в якому згадується село Городилів, що належало до Олеського округу (повіту) — «Hrodylov districtu Olessko».. Судовий спір стосувався, з одного боку, власника Городилова Яна Сененського, а з іншого — власника сусідніх Хильчиць Гліба Хильчицького. Предметом суперечки стали взаєморозрахунки між сторонами, що проводилися не грошима, а волами. 

### Власники села
5 травня 1488 року на полі між Городиловом і Хильчицями був складений акт про те, що коморій Іван Островецький розмежував село Городилів, що належало до спадкових володінь Павла Сененського — «Павла з Олеська і Золочева»,  підкоморія львівського, сина Яна Сененського — від села Хильчиці — спадкової маєтності рідних братів-шляхтичів Ігнатка і Яцька..
Серед мікротопонімів розмежувального акту згадувався Городилівський став, що розміщувався неподалік Хильчицького ставу і сполучався з ним потоком, а також колишній Городилівський ліс під назвою «Борек», який 1488 року вже значився власністю сусідніх Хильчиць.
1515 року власником Городилова виступає галицький підкоморій Фредруш, який успадкував частину олеських маєтків після одруження з Анною — дочкою Петра Сененського. А 1532 року згадується Станіслав Сененський, який продав Городилів разом з іншими поселеннями Золочівського ключа яворівському старості Андрієві Гурці.
У 1617—1619 роках відбулося розмежування маєтку Городилів Золочівського ключа Якуба і Яна Собеських з маєтком Жуличі Яна та Ядвіги Белжецьких.
1649 року Олекса Бай з Городилова присягав Теофілії Собеській, доньці засновника містечка Сасів руського воєводи Івана Даниловича, що через спустошення села під час недавніх воєнних дій,  вимирання і поневолення людей не вдалося зібрати жодних податків.
Наприкінці XIX століття власником фільварку у Городилові було римо-католицьке чернече згромадження «Сестер милосердя», як мало у власності 1324 морги угідь, у тому числі 644 морги лісу, Селянам належало 1024 морги землі.
В селі діяла філіальна школа з українською мовою навчання, яка була заснована 1861 року. Станом на 1885 рік її відвідувало 72 дитини з 80, на яких поширювався шкільний обов'язок.
Станом на 1880 рік в селі мешкало 452 особи, з яких 345 греко-католиків, 75 римо-католиків і 32 юдеї, а вже до 1900 року кількість мешканців зросла до 675 осіб.
Зразком патріотизму і любові до «малої батьківщини» став благородний вчинок одного з господарів Городилова, який пожертвував 3 тисячі золотих ринських на будівництво сільського мурованого храму. На той час це була дуже значна сума.

## Пам'ятки
Церква Воздвиження Чесного Животворного Хреста збудована у 1867 році. Цей храм унікальний тим, що в ньому збереглися портрети Антонія Ганьошина та Гарасима Сембая — ктиторів (засновників церкви), за кошти яких здійснювалось будівництво. Зараз портрети перебувають на реставрації та найближчим часом прекрасять стіни величного храму. Особливим є й те, що на той час, це була друга за рахунком мурована церква на території сучасної Золочівщини.

## Відома особа
- Семен Шашкевич — дід Маркіяна Шашкевича, який був парохом в селах Жуличі та Городилів. Саме у той час народився батько Маркіяна Шашкевича — Семен Шашкевич.